# Torkil Nielsen
Torkil Nielsen (Sandavágur, 26 januari 1964) is een Faeröers voormalig voetballer en schaker.

## Carrière
Nielsen begon zijn voetbalcarrière in 1989 bij SÍF Sandavágur als middenvelder, dat later met MB Miðvágur samenging tot FS Vágar.
Op 24 augustus 1988 speelde hij in een vriendschappelijke wedstrijd tegen het IJslands voetbalelftal, die de allereerste officiële wedstrijd van Faeröer werd. Het jaar daarna, tegen Canada, scoorde hij de eerste goal voor het land en meteen ook de eerste gewonnen wedstrijd voor de eilandengroep. In 1990 zou hij scoren tegen het Oostenrijks elftal in de kwalificatie van het Europees kampioenschap van 1992.

## Familie
Zijn zoon, Rógvi Egilstoft Nielsen, ook een schaker en voetballer, speelt als middenvelder bij 07 Vestur en voor het nationale team onder negentien jaar. Zijn andere zoon, Høgni Egilstoft Nielsen, ook schaker en voetballer, is een van de beste jongeren in de schaaksport van Scandinavië en speelt voor het nationaal team onder vijftien jaar.